# 灰斑竹鲨
灰斑竹鲨（學名：Chiloscyllium griseum），又稱狗沙、沙條，是长尾须鲨科、斑竹鲨属的一種小型鲨鱼，最大體長為77厘米，雄性成體全長45−55厘米，雌性成體全長不詳。已確認的分布範圍包括巴基斯坦、印度、斯里蘭卡、孟加拉国、缅甸、泰国和马来西亚海域，可能在中國、越南、印尼和巴布亚新几内亚海域也有分布。棲息於北緯34°−南緯10°、東經60°−150°之間且水深5−100米之間的热带近岸淺海，在有岩石和珊瑚礁分布的底層水域活動，常在河流入海口出現，可能以无脊椎动物為主食。
灰斑竹鲨是各類傳統和工業渔具（如底拖網、延绳钓具和流刺網）的兼捕渔获物，被捕後作為低價肉類供人食用，並且未受到針對性的保護。其種群數量因此呈下降趨勢，被 IUCN 評估為易危物種，但尚未列入《瀕危野生動植物種國際貿易公約》（英文縮寫：CITES）。

## 學名含義
灰斑竹鲨隸屬於斑竹鲨属，屬名“Chiloscyllium”源自兩個希臘語單詞的拉丁轉寫：“cheilos”（嘴唇）＋“skylion”（小型鯊魚），可能取自該屬模式種条纹斑竹鲨（C. plagiosum）的薄膜狀寬大下唇。种加词“griseum”為中世紀拉丁文，意即“灰色的”。